# Chiesa dei Santi Nazaro e Celso (Colverde)
La chiesa dei Santi Nazaro e Celso è la parrocchiale di Gironico al Piano, frazione del comune sparso di Colverde, in provincia e diocesi di Como; fa parte del vicariato di San Fermo della Battaglia. 

## Storia
Già attestata nel XIII secolo come cappella dipendente dalla pieve di Uggiate, fu elevata al rango di parrocchiale nel 1455, con l'appoggio della famiglia Rusca, che per questa ragione ottenne il diritto di nomina del parroco. Così si legge in un testo sulla storia della famiglia Rusca:
(Historia della famiglia Rusca)
La più antica visita pastorale di cui esistono documenti ufficiali è quella effettuata il 16 settembre 1578 da Giovanni Francesco Bonomi, che in tale occasione decretò il rifacimento dell’altare maggiore e la demolizione di due altari laterali (uno dedicato a Sant’Antonio e l’altro alla Madonna).  Alla fine dello stesso secolo fu la volta di Feliciano Ninguarda, che il 6 luglio 1592 descrisse la chiesa (allora dedicata alla Madonna) come un edificio a navata unica, terminante con una nicchia dipinta in cui trovava posto una pala raffigurante la Madonna in compagnia dei Santi Nazaro e Celso, opera attribuita ad Andrea de Passeri. 
Nel corso del XVII secolo, la chiesa fu ornata con affreschi realizzati da Giovanni Paolo Recchi. Alla metà dello stesso secolo risale la visita pastorale di Lazzaro Carafino, che rivela la presenza di un ingresso laterale sul lato dell'epistola e di due campane pendenti nell'area del coro. Nella seconda metà del Seicento, la prima visita pastorale di Ambrogio Torriani (11 maggio 1671) rivela la presenza di una cappella con copertura a volta sul lato settentrionale della chiesa; tale cappella era dedicata a San Luigi Gonzaga, raffigurato da una statua ivi conservata. Circa tre lustri dopo, al tempo della visita pastorale di Carlo Stefano Anastasio Ciceri (5 giugno 1685), la chiesa risultava ancora avere un'unica navata, sulla quale si affacciavano due cappelle in cemento; a queste cappelle se ne aggiungeva una in legno, situata nei pressi dell'ingresso, dove trovava posto il fonte battesimale.
Nella visita pastorale del vescovo Ciceri si parlava già dell'imminente ampliamento della chiesa, che peraltro richiedeva l'abbattimento di un imponente noce. L'attuale chiesa venne costruita a partire dal 1708, nello stesso luogo dove si trovava la chiesa precedente. 
La nuova chiesa fu consacrata il 29 settembre 1775, per mano del vescovo Giambattista Muggiasca.
Ulteriori interventi si registrarono nel 1859, quando la chiesa venne nuovamente ingrandita e restaurata.
Nella prima metà del XX secolo, numerose visite pastorali lamentarono la presenza di quadri da rimuovere dalle pareti interne della chiesa. La questione iniziò nel 1900, con la visita compiuta tra il 29 e il 30 settembre da Teodoro Valfrè di Bonzo: fu lui a ordinare la rimozione di un dipinto raffigurante San Giuseppe dalla cappella dedicata alla Madonna della Cintura. Ben più lungo è l'elenco dei quadri contestati da Alfonso Archi tra il 23 e il 24 gennaio 1907: una raffigurazione del Sacro Cuore di Gesù doveva essere allontanata dalla statua del Croficisso (risalente alla seconda metà del XVI secolo), mentre la cappella della Madonna della cintura doveva essere liberata dai quadri raffiguranti, rispettivamente, Maria Bambina, la Madonna di Pompei, la Sacra Famiglia e Santa Maria Maddalena. L'eccessiva presenza di quadri venne lamentata anche da Adolfo Luigi Pagani, in visita a Gironico tra il 4 e il 5 settembre 1928, e da Alessandro Macchi, che il 24 gennaio 1933 sollecitò anche la rimozione di un lampadario allora disposto al centro della chiesa. Tali disposizioni sarebbero poi state recepite entro la prima visita pastorale di Felice Bonomini (16 settembre 1952), che all'interno della chiesa parrocchiale trovò - come uniche opere d'arte - la pala dell'altare maggiore e le statue del Crocifisso e del Bambin Gesù.
Nel 1939 venne realizzata la facciata della chiesa, che in seguito venne decorata con un mosaico. Nello stesso anno si tenne un restauro del campanile.
Nella prima metà degli anni 1980 si registrò un restauro generalizzato di tutta la chiesa. Durante il restauro furono ritrovati alcuni ambienti sotterranei che nel corso dei secoli erano stati utilizzati per seppellire i morti, come già attestato al tempo della prima visita pastorale del vescovo Torriani.
I restauri degli anni 1980 interessarono anche una nuova collocazione per la statua del Bambin Gesù, con la realizzazione di un'apposita nicchia sul lato dell'epistola, al limitare tra navata e presbiterio, nicchia che tra il 1996 e il 1997 venne dotata di un rispettivo altare.

## Descrizione

### Esterno
La chiesa si presenta con una facciata in stile neoclassico, sormontata da un timpano coronato dalle statue dei santi Nazaro e Celso (commemorati il 28 luglio). Sopra al portale trova posto un mosaico raffigurante il Bambin Gesù.

### Interno
L'unica navata è coperta da una volta su cui i santi titolari sono dipinti in trionfo: quest opera pittorica è attribuita alla scuola di Carlo Innocenzo Carloni.
In fondo alla navata, il presbiterio ospita un altare maggiore in marmo rosso e nero risalente agli anni 1725-1729. Al centro di questo altare, una pala del 1735 raffigura la Madonna Assunta in compagnia dei santi titolari della chiesa. Non è tuttavia chiaro se questa pala sia stata eseguita ex novo da un unico artista - in particolare: il già citato Carloni - oppure se la stessa sia il rimaneggiamento di un quadro del 1508 di Andrea de Passeri, che sarebbe stato successivamente modificato dallo stesso Carloni e/o da un pittore di cognome Bergamaschi.
Nelle pareti laterali della navata si aprono due cappelle, disposte l'una in faccia all'altra. La più antica è quella di destra: dedicata al Crocefisso, venne realizzata nel 1722;  la cappella sinistra, risalente al 1730, è invece dedicata alla Madonna della cintura.